# Pacific Rim (franquicia)
The Pacific Rim (español: Titanes del Pacífico) es una franquicia mexicano - estadounidense que consta de Kaiju - cuotas de monstruos; incluidas dos películas teatrales: Pacific Rim (2013) y Pacific Rim Uprising (2018), y una serie de televisión animada: Pacific Rim: The Black (2021-2022). La trama general se centra en un futuro en el que gigantescos monstruos Kaiju surgen de un portal interdimensional en el fondo del Océano Pacífico y la respuesta militar a sus ataques. Basada en una historia original escrita por Travis Beacham, la franquicia amplía su futuro ficticio original al explorar las acciones de supervivencia de la humanidad. Esta franquicia fue creada por el director de cine mexicano Guillermo del Toro .
La película original tuvo una recepción crítica y financiera positiva. La segunda película tuvo una recepción crítica mixta, aunque aún obtuvo ganancias en la taquilla. La franquicia se expandió con el lanzamiento de una serie de televisión animada que duró dos temporadas y se estrenó exclusivamente en Netflix. El espectáculo fue bien recibido por la crítica y sus espectadores . 

## Películas
| Película                                             | Estados Unidos Fecha de lanzamiento | Director           | Guionistas                                                   | Historia de                                                  | Productores                                                                                     |
| ---------------------------------------------------- | ----------------------------------- | ------------------ | ------------------------------------------------------------ | ------------------------------------------------------------ | ----------------------------------------------------------------------------------------------- |
| Pacific Rim                                          | 12 de julio de 2013                 | Guillermo del Toro | Travis Beacham, Guillermo del Toro                           | Guillermo del Toro, Travis Beacham                           | Guillermo del Toro, Jon Jashni, Mary Parent, Thomas Tull                                        |
| Levantamiento de la costa del Pacífico               | March 30, 2018 ( 2018-03-30 )       | Steven S. DeKnight | Steven S. DeKnight, Emily Carmichael, Kira Snyder, TS Nowlin | Steven S. DeKnight, Emily Carmichael, Kira Snyder, TS Nowlin | Mary Parent, Cale Boyter, Guillermo del Toro, John Boyega, Femi Oguns, Thomas Tull y Jon Jashni |
| Scope="row" style="text- Algin:left" \|Pacific Rim 3 |                                     |                    |                                                              |                                                              |                                                                                                 |

En 2013, legiones de criaturas monstruosas de otro universo conocido como Kaiju surgen de los mares, cuando un agujero de gusano a otra dimensión etiquetado como "La Brecha" se abrió en el fondo del Océano Pacífico. Mientras la raza humana luchaba contra sus avances, las razas del planeta formaron una resistencia y se involucraron en una guerra total. Para frustrar los avances de los monstruos, la humanidad construyó robots gigantes llamados Jaegers, equipados con la tecnología y el armamento para contraatacar. Controladas por dos pilotos unidos a través de una conexión neuronal con las máquinas, las fuerzas humanas han intentado recuperar el control del planeta llamado Pan Pacific Defense Corps. Bajo la dirección de un piloto de Jaeger convertido en líder del ejército combinado llamado Marshal Stacker Pentecost, las civilizaciones de la Tierra evitan la extinción completa.
En 2020, años después de su ataque inicial, los hermanos Yancy y Raleigh Beckett copilotan un Jaeger para defender Anchorage, Alaska, del ataque de un poderoso Kaiju con nombre en código "Knifehead". Durante la batalla, la criatura mata a Yancy, mientras que Raleigh toma el control exclusivo de la máquina y finalmente derrota al monstruo. Traumatizado por la experiencia y entristecido por la muerte de su hermano mayor, Raleigh abandona el programa Jaeger. Ahora, en 2025, la humanidad está al borde de la derrota. En una última batalla contra el Kaiju, el futuro de la raza humana está en manos de Raleigh y un aprendiz no probado llamado Mako Mori, que deben trabajar juntos después de ser reclutados por Pentecost para pilotar un modelo antiguo de Jaeger de una era pasada. Juntos, la pareja debe superar sus diferencias, en un esfuerzo combinado cerrar "La Brecha" y detener los avances para salvar el planeta.

### Levantamiento de la costa del Pacífico(2018)
En 2035, diez años después de que la Batalla de la Brecha cerrara con éxito el portal en el fondo del Océano Pacífico a través del cual una raza alienígena llamada Precursores envió bestias de otra dimensión para conquistar el planeta, Jake Pentecost hace carrera robando y vendiendo. partes de las viejas máquinas Jaeger en el Mercado Negro. El otrora prometedor piloto, cuyo heroico padre dio su vida para asegurar la victoria contra el gigantesco Kaiju, abandonó su entrenamiento solo para involucrarse en el inframundo criminal. A pesar de sus esfuerzos por alejarse de su crianza, Pentecost pronto descubre que debe regresar a su posición militar cuando una nueva e imparable amenaza comienza a desgarrar las ciudades. Con la civilización nuevamente amenazada al borde de la destrucción total, busca reparar las relaciones rotas y se reúne con su hermana adoptiva Mako Mori. Junto con las fuerzas combinadas de la raza humana, Jake debe estar a la altura de las circunstancias y estar a la altura del legado de su legendario padre.
En octubre de 2017, DeKnight declaró que se había escrito la trama de una tercera película, aunque su desarrollo depende del éxito crítico y financiero de Pacific Rim Uprising . El cineasta declaró que los planes incluyen expandir el universo ficticio en secuelas y spin-offs directamente vinculados a entregas anteriores, así como también lanzamientos independientes; comparando planes con Star Wars y Star Trek . DeKnight luego habló sobre su interés en tener el cruce de la franquicia con MonsterVerse .

## Televisión
En noviembre de 2018, se anunció que se estaba desarrollando una serie de secuelas animadas de estilo anime . Craig Kyle y Greg Johnson actúan como cocreadores y coproductores ejecutivos . La trama sigue los eventos de Uprising y se centra en un adolescente perfeccionista y su ingenua hermana menor, quienes juntos pilotan un Jaeger abandonado para cruzar desesperadamente el peligroso paisaje habitado por monstruos Kaiju, en un intento por encontrar a sus padres desaparecidos. El proyecto es una producción conjunta entre Legendary Entertainment, Legendary Television y Polygon Pictures, y se lanzó como una serie original de Netflix . La serie se distribuye vía streaming exclusivamente en Netflix . La serie fue ordenada por dos temporadas.
The Black culminó con una segunda y última temporada, lanzada en abril de 2022.

## Reparto principal y personajes
|  | Este artículo o sección necesita referencias que aparezcan en una publicación acreditada. Busca fuentes: «Pacific Rim (franquicia)» – noticias · libros · académico · imágenesPuedes avisar al redactor principal pegando lo siguiente en su página de discusión: {{sust:Aviso referencias\|Pacific Rim (franquicia)}} ~~~~Uso de esta plantilla: {{Referencias\|t={{sust:CURRENTTIMESTAMP}}}}Atención: Por ahora no estamos clasificando los artículos para referenciar por young. Por favor, elige una categoría de esta lista.Atención: Por ahora no estamos clasificando los artículos para referenciar por Y. Por favor, elige una categoría de esta lista. |

|  | Este artículo o sección necesita referencias que aparezcan en una publicación acreditada. Busca fuentes: «Pacific Rim (franquicia)» – noticias · libros · académico · imágenesPuedes avisar al redactor principal pegando lo siguiente en su página de discusión: {{sust:Aviso referencias\|Pacific Rim (franquicia)}} ~~~~Uso de esta plantilla: {{Referencias\|t={{sust:CURRENTTIMESTAMP}}}}Atención: Por ahora no estamos clasificando los artículos para referenciar por young. Por favor, elige una categoría de esta lista.Atención: Por ahora no estamos clasificando los artículos para referenciar por Y. Por favor, elige una categoría de esta lista. |

|  | Este artículo o sección necesita referencias que aparezcan en una publicación acreditada. Busca fuentes: «Pacific Rim (franquicia)» – noticias · libros · académico · imágenesPuedes avisar al redactor principal pegando lo siguiente en su página de discusión: {{sust:Aviso referencias\|Pacific Rim (franquicia)}} ~~~~Uso de esta plantilla: {{Referencias\|t={{sust:CURRENTTIMESTAMP}}}}Atención: Por ahora no estamos clasificando los artículos para referenciar por young. Por favor, elige una categoría de esta lista.Atención: Por ahora no estamos clasificando los artículos para referenciar por Y. Por favor, elige una categoría de esta lista. |

|  | Este artículo o sección necesita referencias que aparezcan en una publicación acreditada. Busca fuentes: «Pacific Rim (franquicia)» – noticias · libros · académico · imágenesPuedes avisar al redactor principal pegando lo siguiente en su página de discusión: {{sust:Aviso referencias\|Pacific Rim (franquicia)}} ~~~~Uso de esta plantilla: {{Referencias\|t={{sust:CURRENTTIMESTAMP}}}}Atención: Por ahora no estamos clasificando los artículos para referenciar por young. Por favor, elige una categoría de esta lista.Atención: Por ahora no estamos clasificando los artículos para referenciar por Y. Por favor, elige una categoría de esta lista. |

|  | Este artículo o sección necesita referencias que aparezcan en una publicación acreditada. Busca fuentes: «Pacific Rim (franquicia)» – noticias · libros · académico · imágenesPuedes avisar al redactor principal pegando lo siguiente en su página de discusión: {{sust:Aviso referencias\|Pacific Rim (franquicia)}} ~~~~Uso de esta plantilla: {{Referencias\|t={{sust:CURRENTTIMESTAMP}}}}Atención: Por ahora no estamos clasificando los artículos para referenciar por young. Por favor, elige una categoría de esta lista.Atención: Por ahora no estamos clasificando los artículos para referenciar por Y. Por favor, elige una categoría de esta lista. |

|  | Este artículo o sección necesita referencias que aparezcan en una publicación acreditada. Busca fuentes: «Pacific Rim (franquicia)» – noticias · libros · académico · imágenesPuedes avisar al redactor principal pegando lo siguiente en su página de discusión: {{sust:Aviso referencias\|Pacific Rim (franquicia)}} ~~~~Uso de esta plantilla: {{Referencias\|t={{sust:CURRENTTIMESTAMP}}}}Atención: Por ahora no estamos clasificando los artículos para referenciar por young. Por favor, elige una categoría de esta lista.Atención: Por ahora no estamos clasificando los artículos para referenciar por Y. Por favor, elige una categoría de esta lista. |

|  | Este artículo o sección necesita referencias que aparezcan en una publicación acreditada. Busca fuentes: «Pacific Rim (franquicia)» – noticias · libros · académico · imágenesPuedes avisar al redactor principal pegando lo siguiente en su página de discusión: {{sust:Aviso referencias\|Pacific Rim (franquicia)}} ~~~~Uso de esta plantilla: {{Referencias\|t={{sust:CURRENTTIMESTAMP}}}}Atención: Por ahora no estamos clasificando los artículos para referenciar por voice. Por favor, elige una categoría de esta lista.Atención: Por ahora no estamos clasificando los artículos para referenciar por V. Por favor, elige una categoría de esta lista. |

|  | Este artículo o sección necesita referencias que aparezcan en una publicación acreditada. Busca fuentes: «Pacific Rim (franquicia)» – noticias · libros · académico · imágenesPuedes avisar al redactor principal pegando lo siguiente en su página de discusión: {{sust:Aviso referencias\|Pacific Rim (franquicia)}} ~~~~Uso de esta plantilla: {{Referencias\|t={{sust:CURRENTTIMESTAMP}}}}Atención: Por ahora no estamos clasificando los artículos para referenciar por young. Por favor, elige una categoría de esta lista.Atención: Por ahora no estamos clasificando los artículos para referenciar por Y. Por favor, elige una categoría de esta lista. |

|  | Este artículo o sección necesita referencias que aparezcan en una publicación acreditada. Busca fuentes: «Pacific Rim (franquicia)» – noticias · libros · académico · imágenesPuedes avisar al redactor principal pegando lo siguiente en su página de discusión: {{sust:Aviso referencias\|Pacific Rim (franquicia)}} ~~~~Uso de esta plantilla: {{Referencias\|t={{sust:CURRENTTIMESTAMP}}}}Atención: Por ahora no estamos clasificando los artículos para referenciar por voice. Por favor, elige una categoría de esta lista.Atención: Por ahora no estamos clasificando los artículos para referenciar por V. Por favor, elige una categoría de esta lista. |

| Título                                 | Tripulación/Detalle | Tripulación/Detalle                                                                                            | Tripulación/Detalle                                                                  | Tripulación/Detalle                                                           | Tripulación/Detalle               | Tripulación/Detalle | Tripulación/Detalle |
| Título                                 | Compositor          | Director de fotografía                                                                                         | Editores                                                                             | Producción Compañías                                                          | Distribuido Compañía              | Tiempo de ejecución |                     |
| -------------------------------------- | ------------------- | --- | ------------------------------------------------------------------------------------ | ----------------------------------------------------------------------------- | --------------------------------- | ------------------- | ------------------- |
| Pacific Rim                            | Ramin Djawadi       | Guillermo Navarro                                                                                              | John Gilroy y Peter Amundson                                                         | imágenes legendarias , Double Dare You Producciones                           | Warner Bros. Fotos                | 2 h 12 min          |                     |
| Levantamiento de la costa del Pacífico | lorne balfe         | Dan Mindel | Zach Staenberg, Dylan Highsmith y Josh Schaeffer                                     | imágenes legendarias, producciones dobles te atreves, Producciones Upper Room | Imágenes universales              | 1 h 51 min          |                     |
| La costa del Pacífico: El negro        |                     | Kazunari Hoshino, Hideaki Kashima, Lindsey Myers, Daisuke Tsukioka, Adam Redding, Hiroaki Sasa y Yukari Toneya | estudios de televisión legendarios , Imágenes poligonales, serie original de Netflix | netflix                                                                       | 7 horas (episodios de 30 minutos) |                     |                     |

## Recepción

### Taquilla y rendimiento financiero
| Película                               | Taquilla bruta    | Taquilla bruta    | Taquilla bruta | Ranking de taquilla              | Ranking de taquilla    | Video casero Ventas brutas | Total mundial Ingresos brutos | Presupuesto  | Total mundial lngresos netos | Ref.         |
| Película                               | América del norte | Otros territorios | Mundial        | Todo el tiempo América del norte | Todo el tiempo Mundial | América del norte          | Total mundial Ingresos brutos | Presupuesto  | Total mundial lngresos netos | Ref.         |
| -------------------------------------- | ----------------- | ----------------- | -------------- | -------------------------------- | ---------------------- | -------------------------- | ----------------------------- | ------------ | ---------------------------- | ------------ |
| Pacific Rim                            | $101,802,906      | $309,200,000      | $411,002,906   | #735                             | #240                   | $59,184,081                | $470,186,987                  | $190,000,000 | $280,186,987                 | [ 1 ] [ 14 ] |
| Levantamiento de la costa del Pacífico | $59,874,525       | $231,055,623      | $290,930,148   | #1,445                           | #372                   | $16,549,413                | $307,479,561                  | $155,000,000 | $152,479,561                 | [ 2 ] [ 15 ] |
| Totales                                | $161,677,431      | $540,255,623      | $701,933,054   | #1,090                           | #306                   | $75,733,494                | $777,666,548                  | $345,000,000 | $432,666,548                 |              |

| Title                            | Critical          | Critical        | Public      |
| Title                            | Rotten Tomatoes   | Metacritic      | CinemaScore |
| -------------------------------- | ----------------- | --------------- | ----------- |
| Pacific Rim                      | 72% (295 reviews) | 65 (48 reviews) | A-          |
| Pacific Rim Uprising             | 42% (264 reviews) | 44 (45 reviews) | B           |
| Pacific Rim: The Black: Season 1 | 71% (14 reviews)  |                 |             |